# Benthocodon hyalinus
Benthocodon hyalinus är en nässeldjursart som beskrevs av Helen K. Larson och Harbison 1990. Benthocodon hyalinus ingår i släktet Benthocodon och familjen Rhopalonematidae.
Artens utbredningsområde är Södra Ishavet. Inga underarter finns listade i Catalogue of Life.